# Silberpage
Der Silberpage, auch Silber-Page, war an den adligen Höfen derjenige Page, der die Aufsicht über das Tafelsilber unter sich hatte. Dieses Hofamt war insbesondere am sächsischen Hof in Dresden von Bedeutung.

## Bekannte Silberpagen
- Heinrich von Brühl (1700–1763), ab 1719 Silberpage in Dresden
- Gustav Adolf von Bennigsen (1716–1784), 1735 Silberpage in Dresden
- Camillo Marcolini (1739–1814), ab 1752 Silberpage in Dresden
- Karl August Böttiger (1760–1835), ab 1804 Direktor der Silberpagen in Dresden
- Julius Ferdinand von Könneritz (* 1762; † nach 1817), Silberpage in Dresden

- Christoph Ferdinand von Brandenstein († 1788), ertrank 1788 in der Elbe. Sein Sandsteingrabmal im Kirchhof von Maria am Wasser ist dort eines der künstlerisch bedeutendsten Gräber.